# Carlyle Hotel
Pour les articles homonymes, voir The Carlyle et Carlyle.
Le Carlyle Hotel ou The Carlyle est l'un des plus célèbres hôtels de la ville de New York.

## Situation

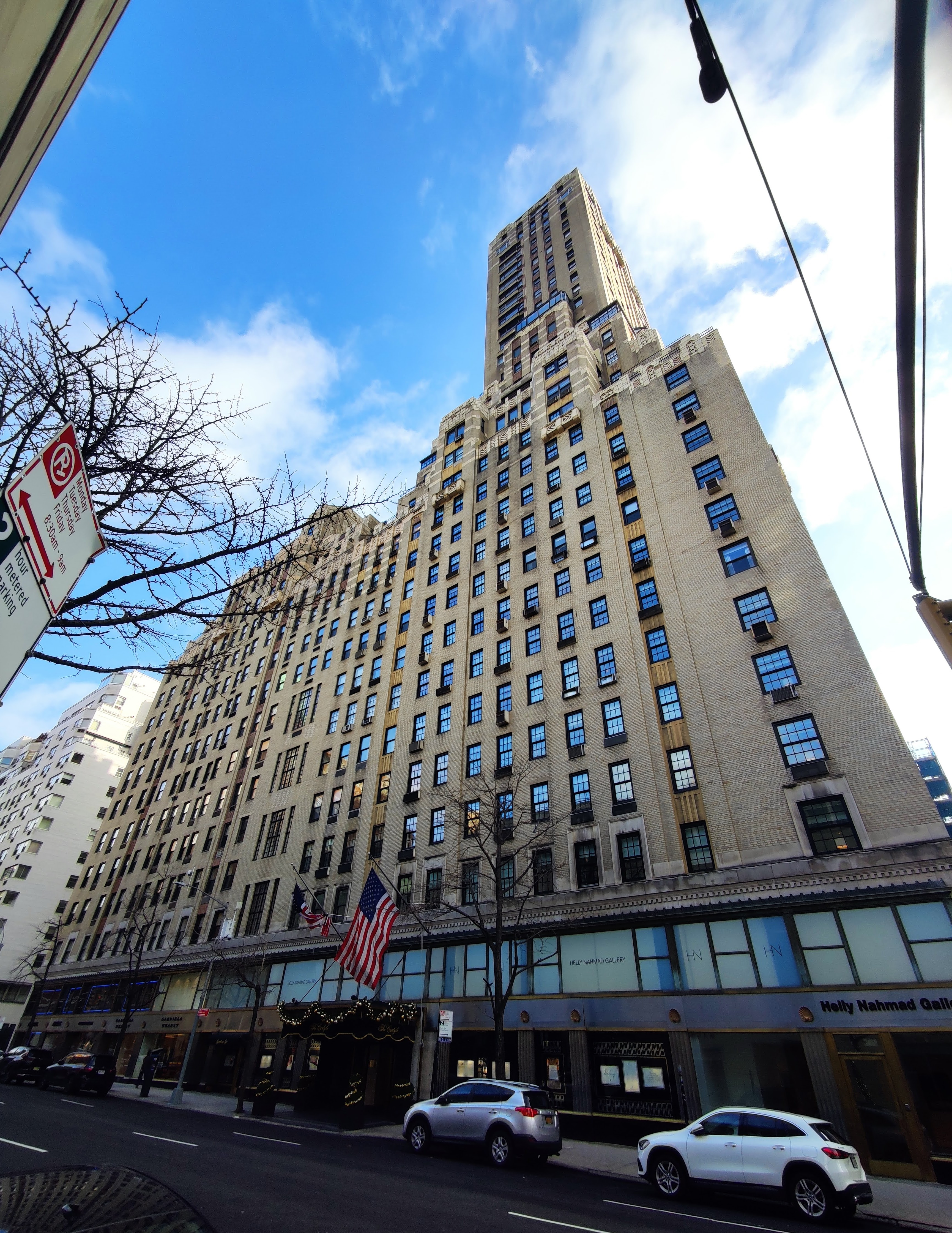
The Carlyle Hotel, Madison Avenue, New York.

L'hôtel est situé à l’angle de Madison Avenue et de la 76e Rue, dans l'arrondissement de Manhattan, dans l’Upper East Side. 

## Origine du nom
L’hôtel évoque la mémoire du romancier écossais Thomas Carlyle (1795-1881).

## Architecture

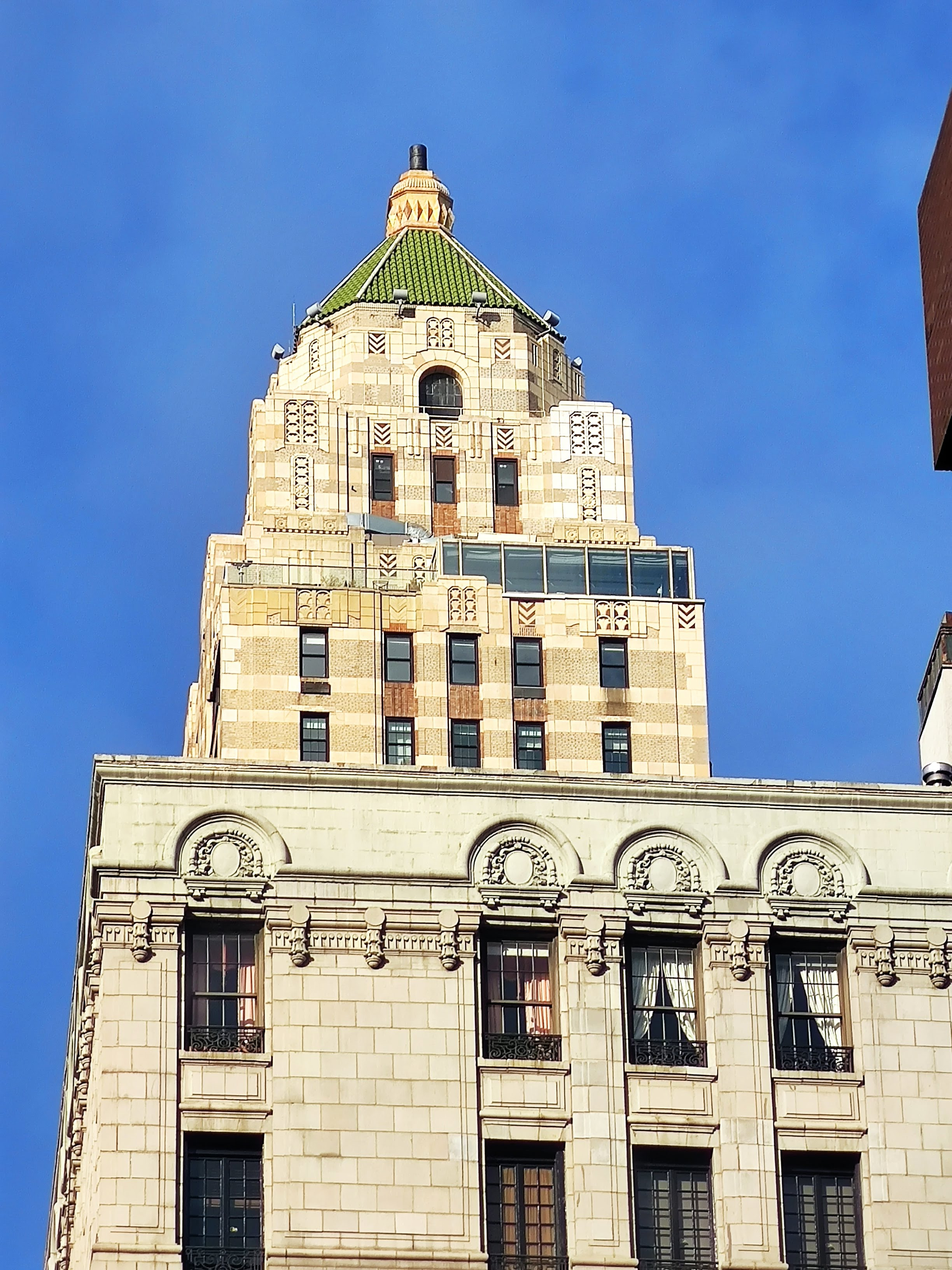
L’hôtel vu de la 76e Rue.

De style Art déco, l’hôtel est conçu par les architectes Sylvan Bien, Harry M. Prince et, pour les intérieurs, la décoratrice Dorothy Draper.

## Histoire
L’hôtel ouvre ses portes en 1930.

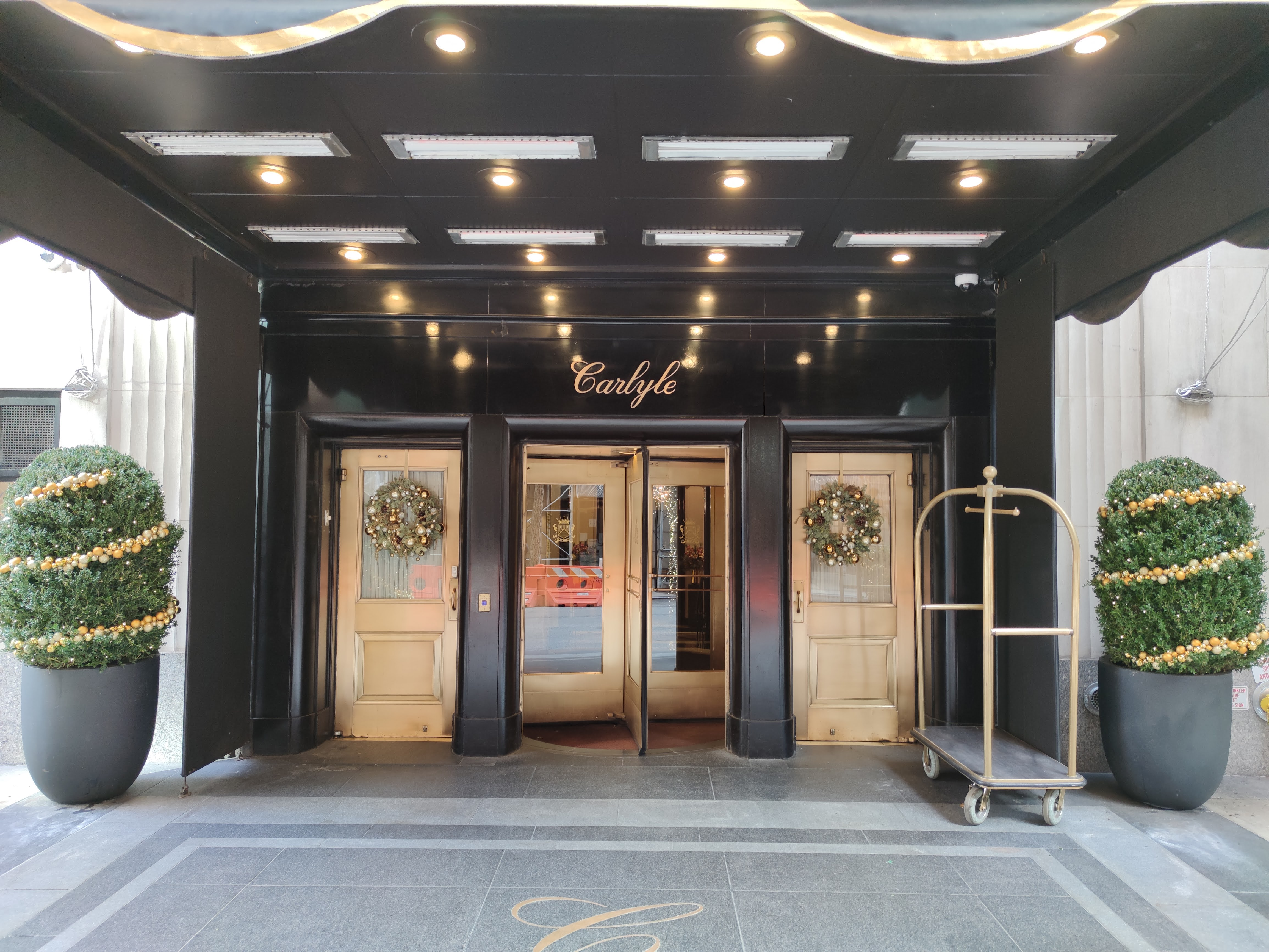
Entrée de l’hôtel, côté 76e Rue.

En 2000, il est vendu au groupe Maritz, Wolff & Company pour la somme de 130 millions de dollars

## Résidents
Le Carlyle était l’hôtel où résidait Diana Spencer (1961-1997), dite Lady Di, lorsqu’elle se rendait à New York.